# Catena Sesvenna-Tavrü
La Catena Sesvenna-Tavrü (Sesvenna-Tavrü-Kette o, più semplicemente Sesvennagruppe in tedesco) è un massiccio montuoso delle Alpi della Val Müstair. Si trova in Svizzera (Canton Grigioni), in Italia (Trentino-Alto Adige) ed in parte minima in Austria (Tirolo).
Prende il nome dalle due montagne più significative: il Piz Sesvenna ed il Piz Tavrü.

## Collocazione
Secondo le definizioni della SOIUSA la Catena Sesvenna-Tavrü ha i seguenti limiti geografici: Passo di Resia, alta Val Venosta, Val Monastero, Passo del Forno, torrente Spöl, bassa Engadina, Nauderer Tal, Passo di Resia.
Essa raccoglie la parte nord delle Alpi della Val Müstair.

## Classificazione

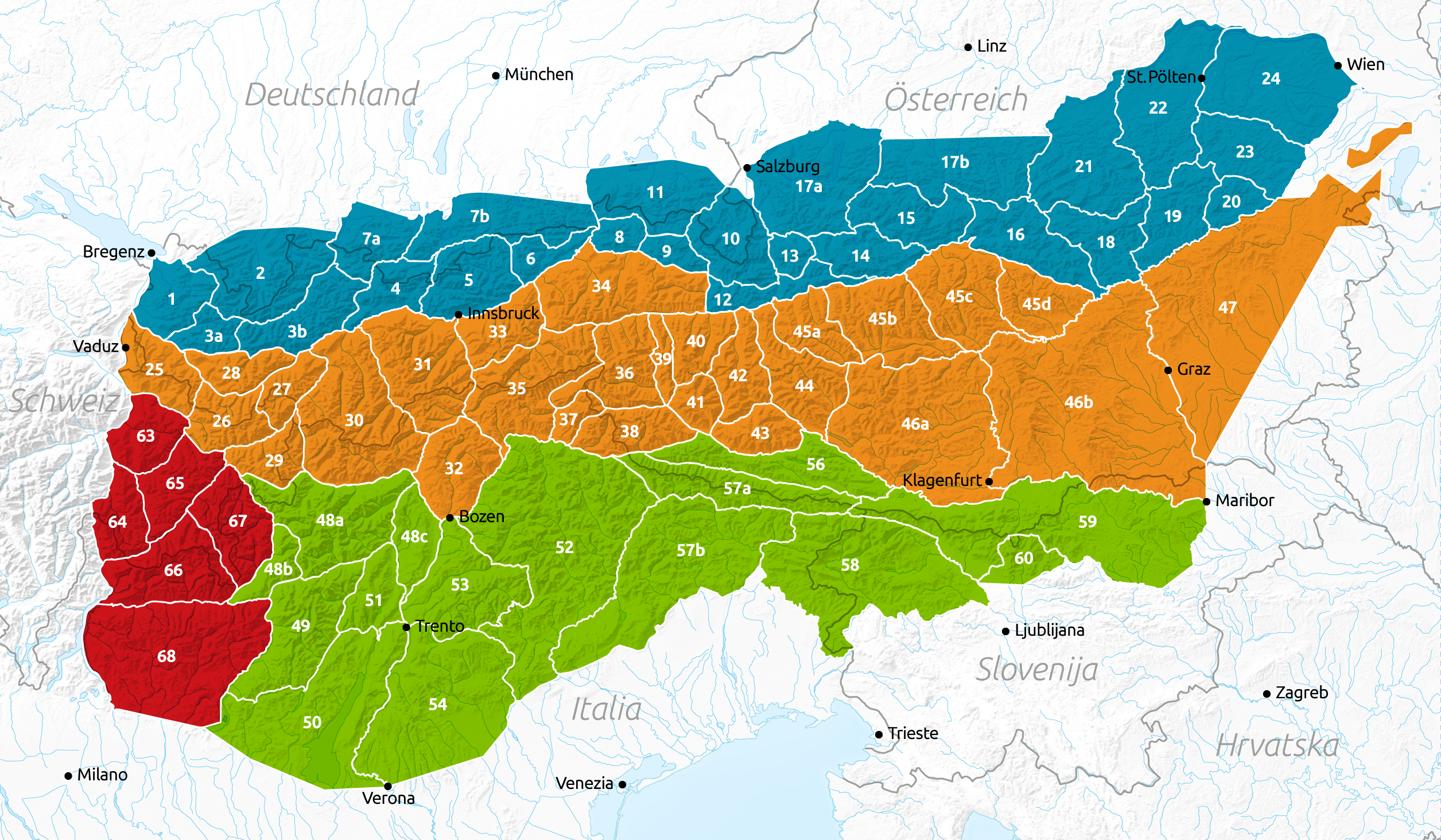
La Catena Sesvenna-Tavrü secondo l'AVE è individuata dal numero 29.

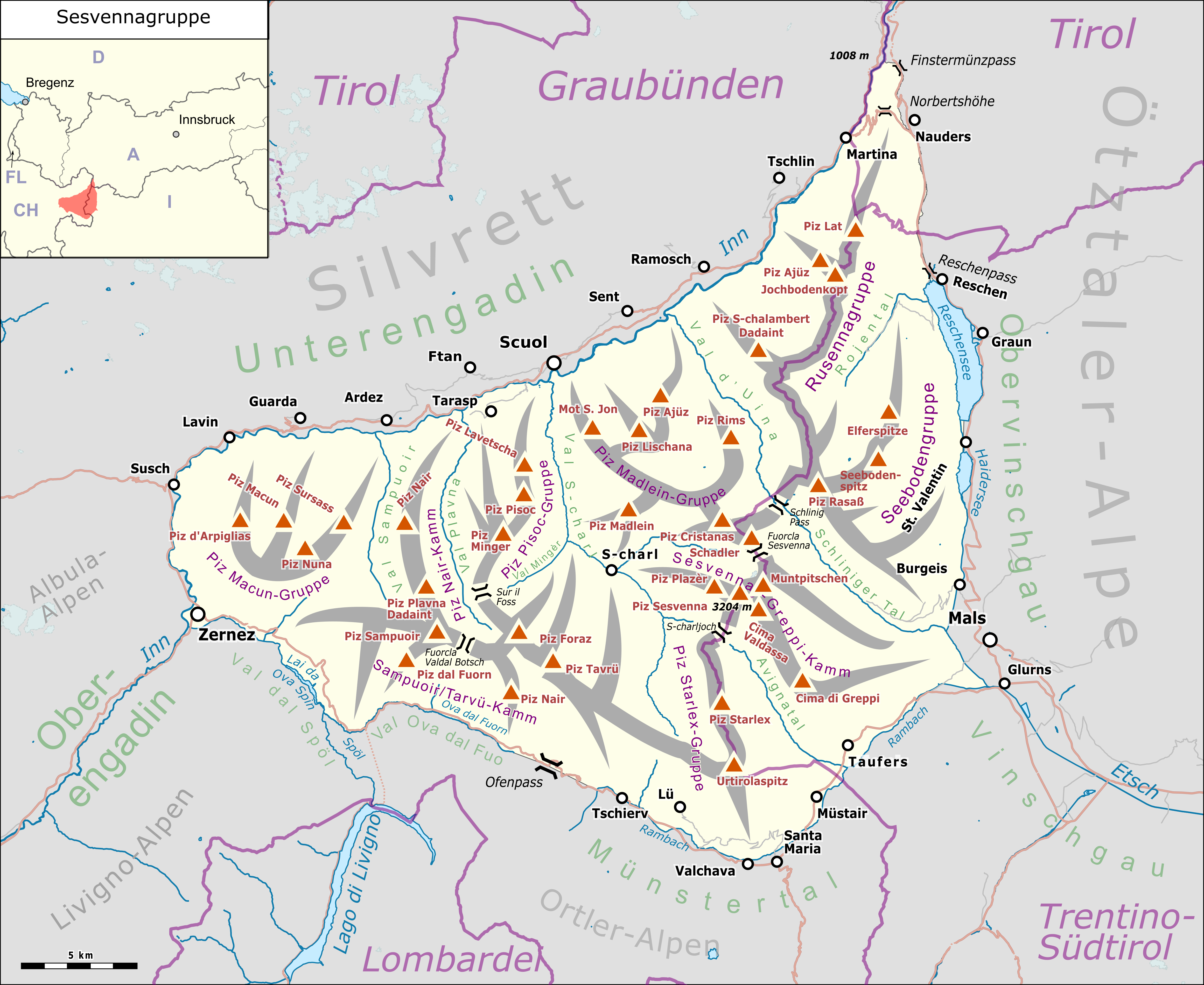
Cartina dettagliata del gruppo montuoso.

La SOIUSA definisce la Catena Sesvenna-Tavrü come un supergruppo alpino e vi attribuisce la seguente classificazione:
- Grande parte = Alpi Orientali
- Grande settore = Alpi Centro-orientali
- Sezione = Alpi Retiche occidentali
- Sottosezione = Alpi della Val Müstair
- Supergruppo = Catena Sesvenna-Tavrü
- Codice =  II/A-15.V-B

Secondo la classificazione dell'AVE il Sesvennagruppe (Gruppo del Sesvenna), è il n. 29 di 75 gruppi delle Alpi Orientali.

## Suddivisione

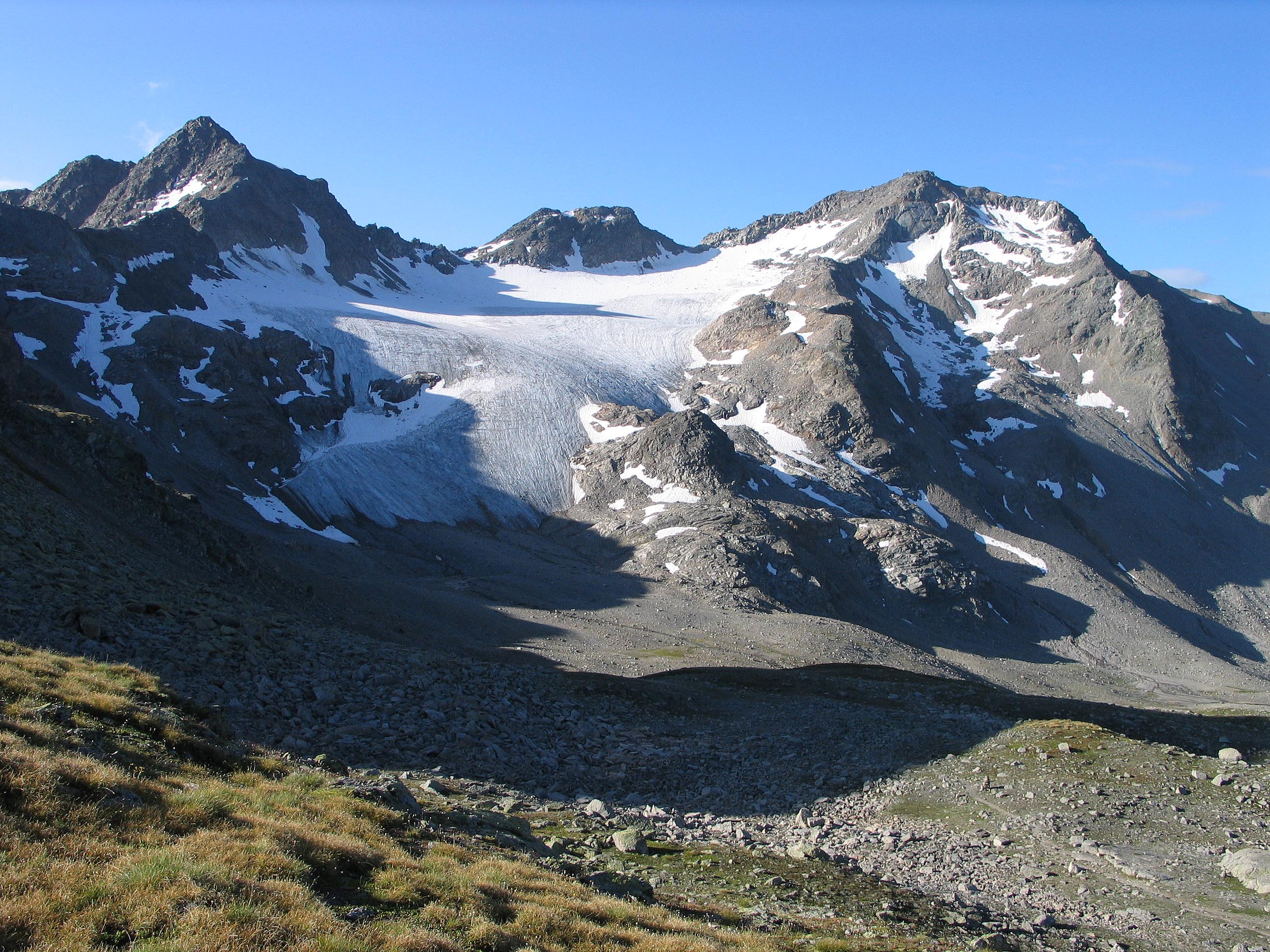
Il Piz Sesvenna.

La Catena Sesvenna-Tavrü viene suddivisa in due gruppi e nove sottogruppi:
- Gruppo Pisoc-Tavrü (2)
  - Gruppo del Piz Tavrü (2.a)
  - Catena Laschadurella (2.b)
  - Gruppo Nuna (2.c)
  - Gruppo Plavna (2.d)
  - Gruppo Pisoc (2.e)
  - Gruppo Terza-Starlex  (2.f)
- Gruppo Sesvenna-Lischana (3)
  - Gruppo del Piz Sesvenna (3.a)
  - Gruppo del Lischana (3.b)
  - Gruppo del Piz S-chalambert (3.c)

## Montagne

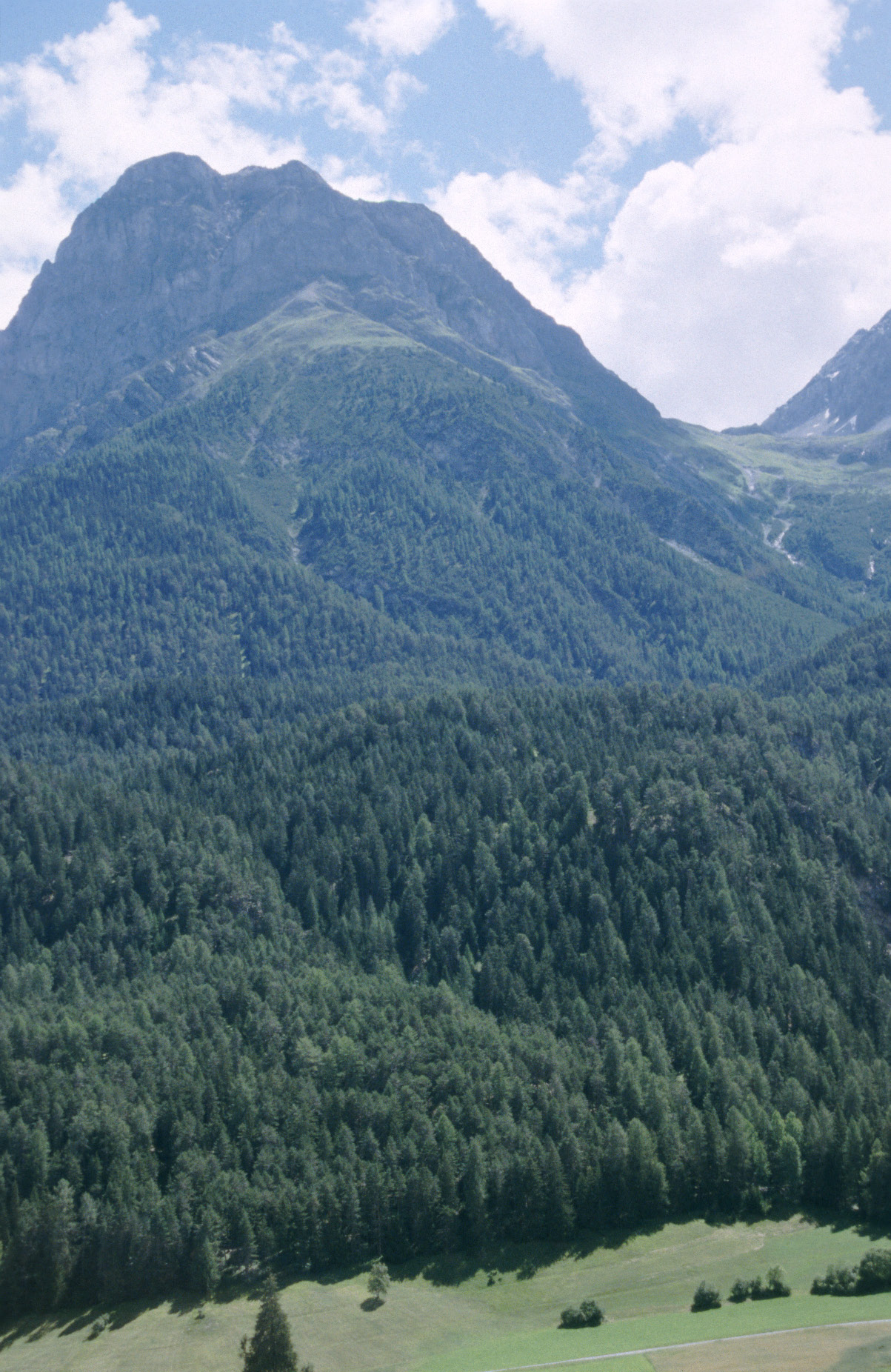
Il Piz Lischana.

Le montagne principali appartenenti alla Catena Sesvenna-Tavrü sono:
- Piz Sesvenna - 3.205 m
- Piz Pisoc - 3.174 m
- Piz Tavrü - 3.168 m
- Piz Plavna - 3.166 m
- Piz Muntpitschen - 3.162 m
- Piz Nuna - 3.124 m
- Piz Lischana - 3.105 m
- Piz Madlain - 3.099 m
- Piz Cristanas - 3.092 m
- Piz Foraz - 3.092 m
- Piz Mingèr - 3.081 m
- Piz Starlex - 3.075 m
- Piz Laschadurella - 3.046 m
- Piz S-chalambert - 3.031 m
- Piz Dadaint - 3.029 m
- Piz Arpiglias - 3.027 m
- Piz Nair - 3.010 m